# Championnat des États-Unis de combiné nordique 2011
Le championnat des États-Unis de combiné nordique 2011 s'est déroulé le premier août 2010 à Park City, dans l'Utah, plus précisément dans une région des montagnes Rocheuses appelée Wasatch Back (en). La compétition a distingué Brett Camerota.

## Résultats
| Rang | Athlète        |
| ---- | -------------- |
| 1    | Brett Camerota |
| 2    | Todd Lodwick   |
| 3    | Bill Demong    |
| 4    | Eric Camerota  |
| 5    | Bryan Fletcher |